# جبهه غربی (جنگ جهانی اول)
جبههٔ غربی (انگلیسی: Western Front) جبههٔ اصلی نبرد در جریان جنگ جهانی اول بود. به دنبال آغاز جنگ در آگوست ۱۹۱۴، ارتش آلمان جبههٔ غربی را با یورش به لوکزامبورگ و بلژیک گشوده و کنترل مناطق صنعتی مهم در فرانسه را در دست گرفت. پیشروی آلمان با نبرد اول مارن متوقف شد. رقابت طرفین درگیر برای رسیدن به دریای شمال سبب تشکیل جبهه‌ای متشکل از سنگرهای مجهز به استحکامات نظامی از دریای شمال تا مرز سوئیس و فرانسه شد. بین سال‌های ۱۹۱۵ و ۱۹۱۷ حملات متعددی در امتداد این جبهه شکل گرفت. این حملات شامل بمباران سنگین توپخانه و پیشروی‌های گستردهٔ پیاده‌نظام بود. بخش عمده‌ای از این درگیری‌ها به دلیل وجود استحکامات نظامی مانند سنگرهای محافظت شده با سیم خاردار و مسلسل و توپخانهٔ سنگین، تنها منجر به تلفات طرفین نبرد بدون پیشروی قابل ملاحظه شد. از جمله شدیدترین این حملات می‌توان به نبرد وردن در ۱۹۱۶ با حدود ۷۰۰٬۰۰۰ کشته، نبرد سم در ۱۹۱۶ با بیش از یک میلیون کشته، و نبرد پشندیل (نبرد سوم ایپر) در ۱۹۱۷ با بیش از ۴۸۷٬۰۰۰ کشته، اشاره کرد. برای درهم شکستن استحکامات نظامی، هر دو طرف درگیر از فناوری‌های جدید نظامی مانند سلاح‌های شیمیایی، هواگرد و تانک استفاده کردند. استفاده از تاکتیک‌های نظامی بهتر و تضعیف نیروها در غرب سبب از سرگیری درگیری‌ها در ۱۹۱۸ شد. عهدنامه برست-لیتوفسک که سبب پایان تخاصم بین قدرت‌های مرکز و روسیه و رومانی در جبهه شرقی (جنگ جهانی اول) شد، امکان حملهٔ بهار ۱۹۱۸ را برای آلمان فراهم کرد. ارتش آلمان با بمباران‌های برق‌آسا (در اصطلاح بمباران طوفانی) و استفاده از فنون نفوذ، توانست بیش از ۱۰۰ کیلومتر در غرب حرکت کنند، که این عمقی‌ترین پیشروی از ۱۹۱۴ بود. پیشروی توقف‌ناپذیر ارتش متفقین در جریان حملات صدروزهٔ ۱۹۱۸ سبب فروپاشی ارتش آلمان و سوق دادن آن‌ها به پذیرش شکست شد. دولت آلمان پس از آتش‌بس ۱۱ نوامبر ۱۹۱۸ تسلیم شده و مفاد قرارداد صلح در پیمان ورسای تصویب شد.
«اما مشخصهٔ آن جنگ [جنگ جهانی‌ اول] جبههٔ غرب است. نامِ جبههٔ غرب مترادف شد با بیهودگی، تکرارِ اعمالی بی‌ ثمر، سال‌ها پوسیدنِ میلیون‌ها مرد جوان و کشته یا معلول شدن شماری عظیم در گِل و لجنِ بن‌بستی که دولت‌ها قادر به خروج از آن نبودند.»